# Successful Mission
A Successful Mission Hajasibara Megumi huszonnegyedik kislemeze, mely 1996. október 23-án jelent meg a King Records kiadó jóvoltából. A kislemez a Saber Marionette J animesorozat nyitó- és záródalát tartalmazza, valamint azok karaoke változatát. A kislemez sikeres volt, a hetedik helyen nyitott a Oricon japán kislemez-eladási listán, és összesen 139 000 példányt értékesítettek belőle.

## Dalok listája
1. Successful Mission 4:10
2. I’ll Be There 5:27
3. Successful Mission (Off Vocal Version) 4:10
4. I’ll Be There (Off Vocal Version) 5:27

## A dalszövegek
Mindkét dal szövegét az énekesnő írta. A szöveg témája hű az anime lényegi mondanivalójához. A Successful Mission dal arról szól, hogy bármilyen világban is élünk, az érzelmek, a szeretet iránti igény bennünk van, és ha nem szégyelljük kimutatni, akkor életünk küldetése sikeres. Az I’ll Be There dalt annak az animeszereplő nevében énekli Megumi, akit szinkronizált. Ez a lány naiv, tapasztalatlan, de nagyon tud szeretni. És amikor kinéz a nagyvilágra, nem érti, hogy az emberek miért ridegek, érzelemmentesek egymáshoz. De van valaki, aki ki meri mutatni, hogy mit érez, és hogy mennyire szeret, és őt nevezi meg igaz barátjának, és bármi baja legyen, mindig ott lesz mellette, és soha nem fogja elhagyni őt.